# Justiniano Posse (localidad)
Justiniano Posse es una localidad situada en el departamento Unión, al sudeste de la Provincia de Córdoba, Argentina.
Se encuentra en el cruce de las  rutas provinciales RP 3 y RP 6.

## Historia
Se desprende de la familia de Justiniano Posse, quienes compraron terrenos en donde hoy se encuentra la localidad. Con la donación de solares a la Cía. inglesa FCA, se construye una estación de ferrocarril. Terminada la obra, Lucas Allende Posse (nieto del gobernador Justiniano Posse) y un pariente, deciden fundar el pueblo, el 1 de marzo de 1911. La fundación de este lugar, honró con su nombre la memoria de Justiniano Posse.
La historia en este centro urbano reconoce su origen en la decisión del Dr. Lucas Allende Posse (nieto del Gobernador de la provincia de Córdoba, Dr. Justiniano Posse) de adquirir a comienzos del siglo XX una fracción de campo (1.198 ha) ubicadas en la provincia de Córdoba, Departamento Unión, a aproximadamente 30 km al sur de la ciudad de Bell Ville, instalando una estancia que llamó “Bagatelle”.
Asimismo, cede a una compañía inglesa las tierras por donde pasaría el ferrocarril. Esto determinó que ocurriera un cambio en el lugar por donde pasarían las vías férreas, pues en un principio estaba previsto que atravesaran tierras de la colonia “Deán Funes”, próxima al lugar.
Una vez que las vías del ferrocarril estuvieron construidas, el Dr. Lucas Allende Posse y su tío el Dr. Justiniano Posse (h) deciden fundar un pueblo, para lo cual inician las tareas de división y delimitación de solares ubicados en la zona sud de la estación ferroviaria, para su venta. Los pobladores recibieron los títulos de propiedad de sus tierras el 1 de marzo de 1911, y esta fue tomada como la fecha de fundación de la ciudad, quedando así abierto el camino a las corrientes pobladoras. Para estos asentamientos posteriores el paso del ferrocarril jugó un rol decisivo.
En 1911 se inaugura la estación del ferrocarril y en 1913 – 1914 se instalan las Oficinas de Correos y Telégrafo.
Durante los años 1912 – 1914 las actividades comerciales adquieren mayor impulso y Justiniano Posse avanza en forma sostenida. Familias de colonos empiezan a poblar la campiña que espera impaciente la fecundidad de la semilla y la labranza. Las tierras fértiles y productivas unidas a la influencia que ejerce el Ferrocarril contribuyeron al progreso del pueblo y que este cobrara un mayor desenvolvimiento comercial.
En el año 1912 se funda la primera Escuela, en 1920 la primera institución Deportiva. Pero es en el año 1925 cuando comienza una nueva etapa de organización institucional: la instauración de la “Municipalidad”. Desde el año 1930 en adelante, el pueblo adquiere un adelanto sorprendente en el orden edilicio, social, económico y cultural. Sin lugar a dudas ha entrado por esos años en la jerarquía de “pueblo grande”.
Hacia el año 1927 comenzó a funcionar el matadero municipal, y comienza también las actividades industriales al instalarse el primer molino harinero.
Históricamente en realidad, la ciudad de Justiniano Posse es un fruto de la “civilización del ferrocarril”, medio de transporte que hizo brotar en la inmensidad de la pampa húmeda, multitud de pueblos asentados en la riqueza agrícola – ganadera, y que pronto se integraron a la dinámica generada por el ingreso del país en el mercado mundial en condiciones de economía agro-exportadora. Y tal vez para comenzar esa misión como pueblo tan solo fue necesario una estafeta de correos, una mensajería, un pequeño comercio de ramos generales y las viviendas de unas pocas familias dedicadas al cultivo de las tierras pertenecientes al Dr. Justiniano Posse.

## Características topográficas y naturales
El ejido municipal tiene como límites: al norte el sector asignado al parque industrial, al sur el Matadero – Frigorífico; y tanto al este como al oeste zonas rurales.
El Departamento Unión y por ende el área bajo influencia de la ciudad de Justiniano Posse pertenece a la llamada “llanura pampeana” y según algunos bosquejos geomorfológicos a la denominada “llanura anegadiza” en especial en las pedanías de Ascasubi (donde precisamente se encuentra Justiniano Posse) y Loboy.
La llanura en este ámbito tiene una cota media de 150 m s. n. m., con suave pendiente hacia el noroeste. Las formas de relieve predominantes son las cañadas o bajos alineados, áreas deprimidas con lagunas temporarias y suaves elevaciones o inferfluvios.
Específicamente en cuanto a las condiciones naturales del territorio donde se encuentra ubicada esta ciudad pueden resumirse las siguientes características:
su suelo es un "Argiudol", de textura franco limosa arcillosa, de color pardo oscuro con una profundidad de la capa arable (A, B1) de 25 – 28 cm.
En general es un suelo pesado y la capa freática se encuentra a 150 m de profundidad y en épocas de mayores precipitaciones en su superficie.
El clima corresponde a la región subhúmeda seca, de acuerdo a la información tomada de la carta de suelos INTA, serie Justiniano Posse.
No se tiene información fidedigna de las temperaturas. No obstante se estima que las mismas están en el orden de 37 a 39 °C de máxima absolutas y de 4 a 6 °C de mínima media.
El período libre de heladas se extiende desde mediados del mes de octubre hasta mediados del mes de abril; siendo comunes heladas a fines del mes de septiembre, principios de octubre que afectan a los cultivos de invierno (trigo).
En materia de lluvias el promedio de las mismas en los últimos 10 años (Ciclo Húmedo, 1973-2020?) se ubica alrededor de los 900 mm anuales.
En cuanto a las especies dominantes en relación con la flora debe mencionarse el eucaliptos, el ciprés, el pino, el fresno y la tuya.
No existe en la localidad curso de agua natural o río que la atraviese; siendo el más próximo e importante el Río III que pasa por la ciudad de Bell Ville, perteneciendo este a la cuenca de influencia del río Carcarañá.

## Población
Cuenta con 9543 habitantes (Indec, 2022), lo que representa un incremento del 11% frente a los 8499 habitantes (Indec, 2010) del censo anterior.
| Gráfica de evolución demográfica de Justiniano Posse entre 1991 y 2022 |
|                                                                        |
| Fuente: Censos nacionales del INDEC                                    |

## Datos generales
La ciudad de Justiniano Posse se encuentra inserta en la división político territorial denominada Departamento Unión. Esta localidad pertenece a la Pedanía de Ascasubi y dista a 235 km de la ciudad de Córdoba capital; 35 km de la ciudad de Bell Ville (Cabecera Departamental).
Se encuentra rodeada de una red vial importante que le permiten una ágil y continua vinculación con los grandes centros urbanos del país: Buenos Aires, Córdoba, Rosario, Villa María y otros. Se encuentra a 36 km al sur de la RN 9 en el punto en que esta pasa por la ciudad cabecera del Departamento, uniéndose por ella a la ciudad de Córdoba Capital, a la ciudad de Rosario y a Buenos Aires. Además dista a 93 km de la RN 8 que la conecta con la ciudad de Río Cuarto (sur de Córdoba) y con Buenos Aires.
Las Rutas Provinciales RP 2, RP 3, RP 6 y RP 11 la rodean y le otorgan una gran flexibilidad en materia de comunicaciones en el espacio regional en que se ubica y, afianzan su polarización en la zona central del Departamento Unión.
La ruta provincial RP 3 atraviesa el ejido urbano y la vincula con Bell Ville (ruta nacional N.º 9) y con la localidad de Canals (ruta nacional N.º 8). Las rutas provinciales RP 6 y RP 11 también la rodean; la RP 6 la conecta con todas las poblaciones que polariza sobre un eje que podemos imaginar en sentido horizontal: hacia el oeste con las localidades de Ordóñez, Iriazabal, Cayuqueo, llegando hasta la Laguna; hacia el este con la localidad de Monte Buey, Inriville hasta Cruz Alta. Por esa misma ruta RP 6 se vincula con la importante localidad de Casilda en la provincia de Santa Fe.
Más al sur de la ruta provincial RP 11 la vincula con poblaciones importantes del Departamento Unión como las localidades de Laborde, Wenceslao Escalante, Monte Maíz, Corral de Bustos, continuándose luego por la ruta provincial santafesina RP 93 hacia la localidad de Firmat y la ciudad de Rosario.
La red ferroviaria debida a la crisis del sistema actual prácticamente ha desaparecido y las indefiniciones existentes nos libera de todo comentario respecto a su protagonismo.

## Instituciones

### Deportivas y recreativas
- Complejo Deportivo Teniente Origone
- Club Deportivo y Social Defensores de Juventud.
- Centro de Tiro, Caza y Pesca
- Sociedad Italiana de Socorros Mutuos Víctor Manuel III

#### Organizaciones solidarias
- "RENSO" Red de Encuentro Solidario
- Fundación MANOS

### Cooperativas
- Cooperativa Agropecuaria Unión de Justiniano Posse Limitada.[2]
- Cooperativa Agrícola Ganadera de Justiniano Posse Limitada.
- Cooperativa Eléctrica y de Obras y Servicios Públicos Limitada de Justiniano Posse.

### Mutuales con diversos servicios
- Mutual T.O.J.U.
- Mutual de Asociados de Justiniano Posse
- Mutual Sudecor Litoral (Sucursal J. Posse)

#### Otras instituciones
- Dante Alighieri
- Centro de Jubilados y Pensionados
- Federación Agraria Argentina
- Cámara de Comercio de Justiniano Posse
- Centro de Empleados de Comercio

## Educación

### Colegios privados
- Instituto Virgen Niña. Colegio Católico.
- Instituto Técnico San José. Colegio Católico.
- Instituto Vélez Sarsfield. Esta última posee también una Escuela de Enseñanza Especial.

### Colegios públicos
- Colegio Juana Manso. (Nivel Inicial y Primario)
- Colegio Fray Justo Santa María de Oro. (Nivel Inicial y Primario)

-En esta última funcionan también:
- IPET N.º 415 (Nivel Secundario)
- Centro de Enseñanza Nivel Primario Adultos (C.E.N.P.A.)
- Centro de Enseñanza Media para Adultos (C.E.N.M.A.)

### Escuelas rurales
- Escuela rural John Kenedy
- Escuela rural José de San Martín
- Escuela rural 25 de Mayo
- Escuela rural Fernando III López Vinuesa

## Medios de comunicación
- Periódico Posdata.
- Canal de televisión TV Coop.
- FM Sudeste (96.3 MHz)
- FM de la Medialuna (95.1 MHz)
- FM Like (100.5 MHz)
- Redes Sociales y portales Web de los medios antes mencionados

## Infraestructura hotelera
- Hotel Maykel - rutas provinciales 3 y 6
- Hotel La Querencia - Avenida de Mayo 780
- Apart Hotel Alojar - La Tablada 423

## Personas destacadas
- Martín Demichelis (futbolista y actual director técnico)
- Pablo Andrés Manavella (científico)
- Martín Pautasso (futbolista)
- Diego Menghi (futbolista)
- Luciano Theiler (futbolista y actual director técnico)
- Lucas Nardi (futbolista y actual director técnico)
- Mariano Andrés Gaido (futbolista)
- Lucas Acevedo (futbolista)
- Daniel Marangoni (futbolista)
- Sandro Andreani (futbolista y actual director técnico)
- Juan Pablo Rosatti (nadador olímpico)
- Joaquín Dezzotti Valentino (pole sport)
- Germán Kalbermater (baloncestista)
- Diego Recchia (baloncestista)
- Macarena Rinaldi (bailarina)
- Melina Cammertoni (modelo y actriz)
- César Fernández (músico y compositor)
- Ezequiel Alocco (cantante)
- Añapa Duo (grupo folklórico - revelación de peñas Cosquín 2017)
- Gerardo Zuin (bioquímico e intendente durante tres mandatos)
- Gustavo Spedaletti (oficial de Bahía)
- Emilio Ricciardi (cantante de música urbana)
- Mateo Piermarini (cantante de música urbana)
- Lorenzo Quaglia (cantante de música urbana)